# オキ・ペルソン
オキ・ペルソン（Åke Persson、1932年2月25日 - 1975年2月5日）は、スウェーデン出身のビバップ・ジャズ・トロンボーン奏者。

## 略歴
ペルソンはスウェーデン南部のヘスレホルムに生まれ、学校でバルブ・トランペットを演奏することから音楽のキャリアをスタートさせた。
「彗星」（または「コメテン」）の異名で知られるペルソンは、1951年にストックホルムに移り、サイモン・ブレームのクインテット（1951年-1954年）で演奏した。その後、アルネ・ドムネラス、ハッケ・ビョルクステ、ハリー・アーノルドのラジオ・バンド（1956年-1961年）、クインシー・ジョーンズ、ラーシュ・グリン、RIASベルリン・バンド（1961年-1975年）、ケニー・クラーク＝フランシー・ボラン・ビッグ・バンド（1963年-1971年）と共演した。ペルソンは、ジョージ・ウォーリントン、ロイ・ヘインズ、ベニー・ベイリー、カウント・ベイシー、デューク・エリントン、ディジー・ガレスピーなど、多くのアメリカ人ミュージシャンたちと共演した。1950年代には、メトロノーム、フィリップス、エマーシーといったレーベルで数々のセッションを指揮した。
ペルソンは1975年2月、ストックホルム中心部のユールゴーデン運河で溺死した。事故か故意かは不明だが、車を運河に突っ込ませたのが原因となった。作家ボー・カールソンによる『trombonist Åke Persson』という書籍が発売されている。

## ディスコグラフィ
ベニー・ベイリー
- 『ザ・ミュージック・オブ・クインシー・ジョーンズ』 - Quincy - Here We Come (1959年、Metronome) ※『The Music of Quincy Jones』として再発

カウント・ベイシー
- 『カウント・ベイシー・イン・スウェーデン』 - Basie in Sweden (1962年、Roulette)

ケニー・クラーク＝フランシー・ボラン・ビッグ・バンド
- 『ジャズ・イズ・ユニヴァーサル』 - Jazz Is Universal (1962年、Atlantic)
- 『クラーク＝ボラン・ビッグ・バンド』 - Handle with Care (1963年、Atlantic)
- Now Hear Our Meanin' (1965年、Columbia)
- Swing, Waltz, Swing (1966年、Philips)
- 『サックス・ノー・エンド』 - Sax No End (1967年、SABA)
- 17 Men and Their Music (1967年、Campi)
- 『オール・スマイルズ』 - All Smiles (1969年、MPS)
- 『フェイセス』 - Faces (1969年、MPS) ※『17 Men and Their Music』再発盤
- 『ラテン・カレイドスコープ』 - Latin Kaleidoscope (1969年、MPS)
- 『フェリーニ712』 - Fellini 712 (1969年、MPS)
- 『オール・ブルース』 - All Blues (1969年、MPS)
- 『モア・スマイルズ』 - More Smiles (1969年、MPS)
- More (1969年、Campi)
- 『オフ・リミッツ』 - Off Limits (1971年、Polydor)
- Change of Scenes (1971年、Verve) ※with スタン・ゲッツ
- 『ノーヴェンバー・ガール』 - November Girl (1975年、Black Lion) ※with カーメン・マクレエ、1970年録音
- Clarke Boland Big Band en Concert avec Europe 1 (1992年、Tréma) ※1969年録音

デューク・エリントン
- Live at the Opernhaus Cologne 1969 (2016年、Delta Music)

スタン・ゲッツ
- 『インポーテッド・フロム・ヨーロッパ』 - Imported from Europe (1958年、Verve)

ベニー・ゴルソン
- Stockholm Sojourn (1974年、Prestige)

クインシー・ジョーンズ
- 『ジャズ・アブロード』 - Jazz Abroad (1955年、EmArcy) ※with ロイ・ヘインズ
- Quincy's Home Again (1958年、Metronome) ※EP
- 『アイ・ディグ・ダンサーズ』 - I Dig Dancers (1960年、Mercury)

ハービー・マン
- 『ハービー・マン・イン・スウェーデン』 - Mann in the Morning (1958年、Prestige)

マーク・マーフィー
- 『ミッドナイト・ムード』 - Midnight Mood (1968年、MPS)

オリヴァー・ネルソン
- 『オリヴァー・ネルソン・イン・ベルリン』 - Berlin Dialogue for Orchestra (1970年、Flying Dutchman)

サヒブ・シハブ
- Summer Dawn (1964年、Argo)
- 『コンパニオンシップ』 - Companionship (1971年、Vogue Schallplatten) ※1964年-1970年録音

ジミー・ウィザースプーン
- Some of My Best Friends Are the Blues (1964年、Prestige)

## 書籍
- Carlsson, Bo (2015). Åke Persson: 1932-1975 : en biografi & diskografi. Hässleholm: Bo Carlsson. Libris 19349612. ISBN 9789163799952